# دیر تیوکسبری
دیر تیوکسبری (انگلیسی: Tewkesbury Abbey) (‎/ˈtjuːksbəri/‎ TEWKS-bər-ee) یک دیر در تیوکسبری، انگلستان است.
این دیر در قرن هفتم میلادی یک مرکز عبادت بود و ساختمان فعلی آن در اوایل قرن دوازدهم ساخته شده است.

## نگارخانه

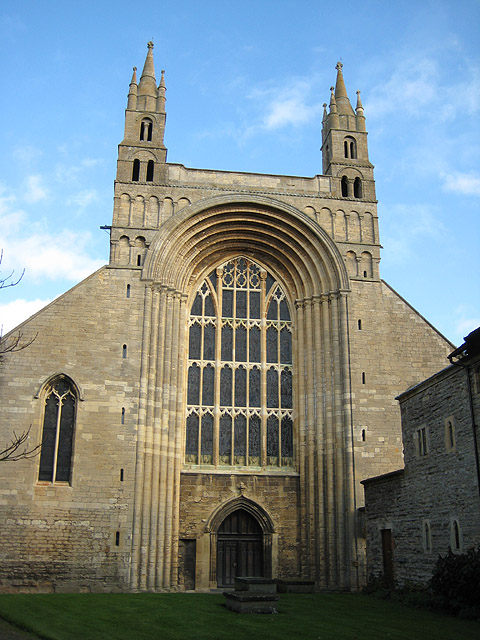
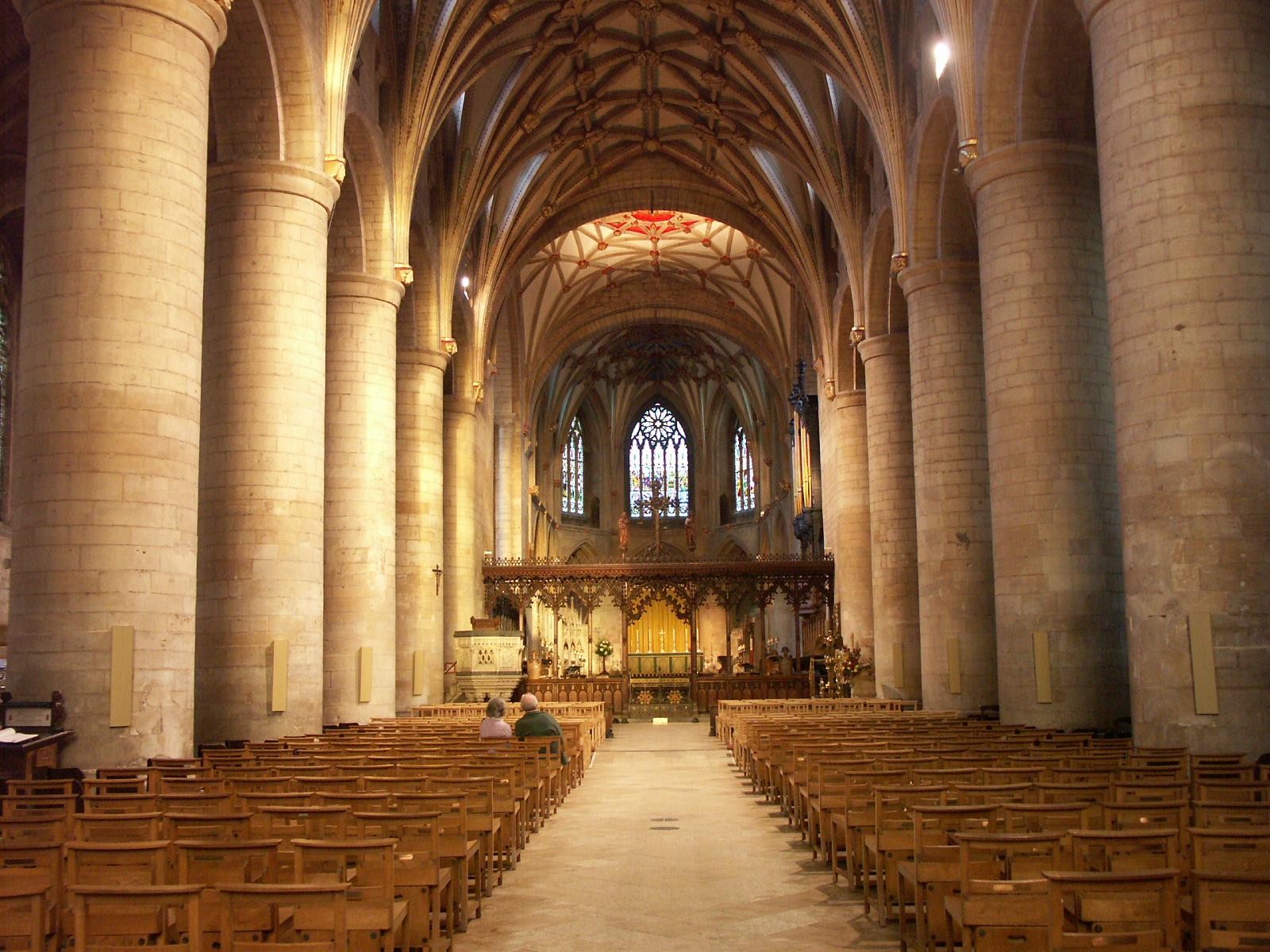
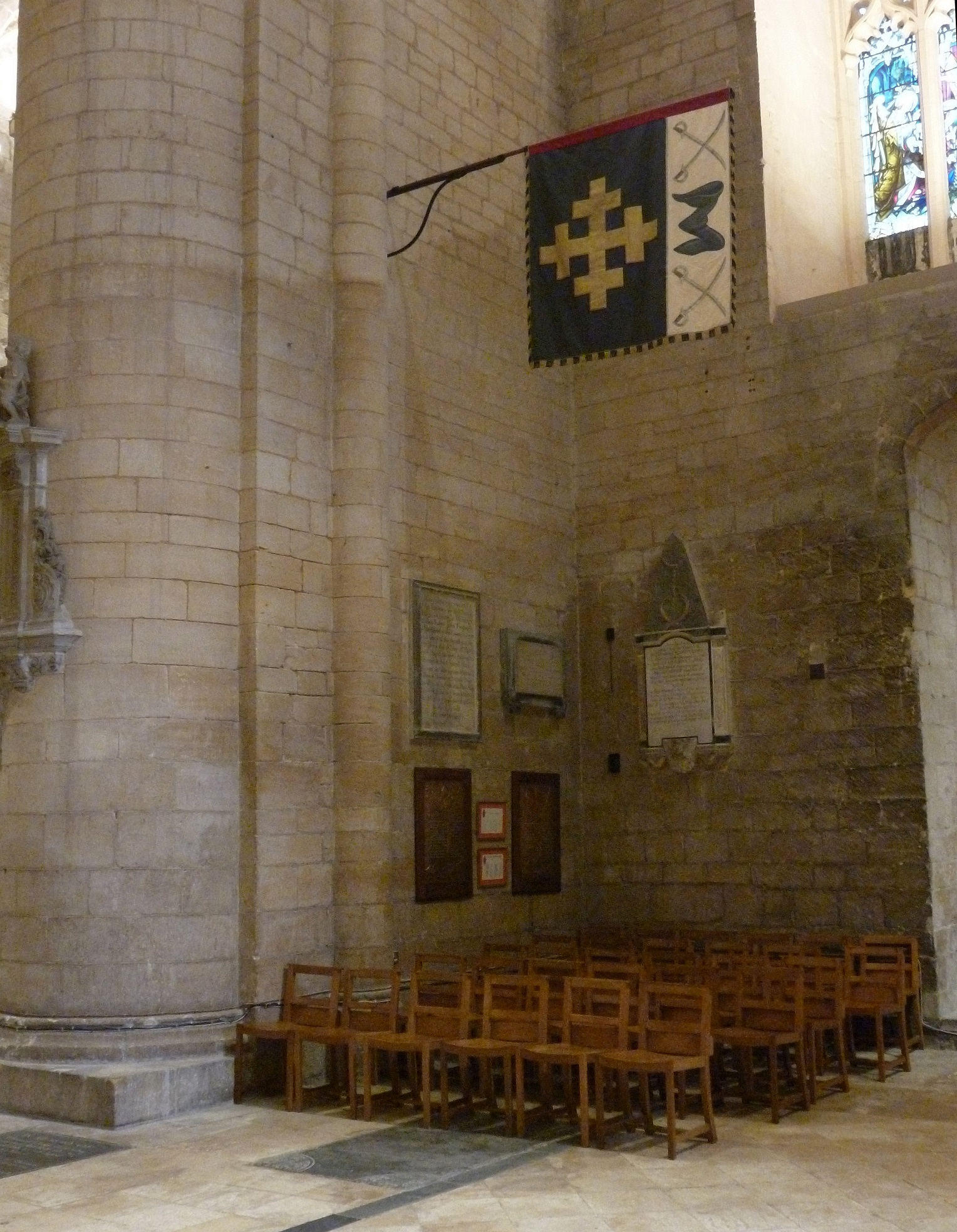
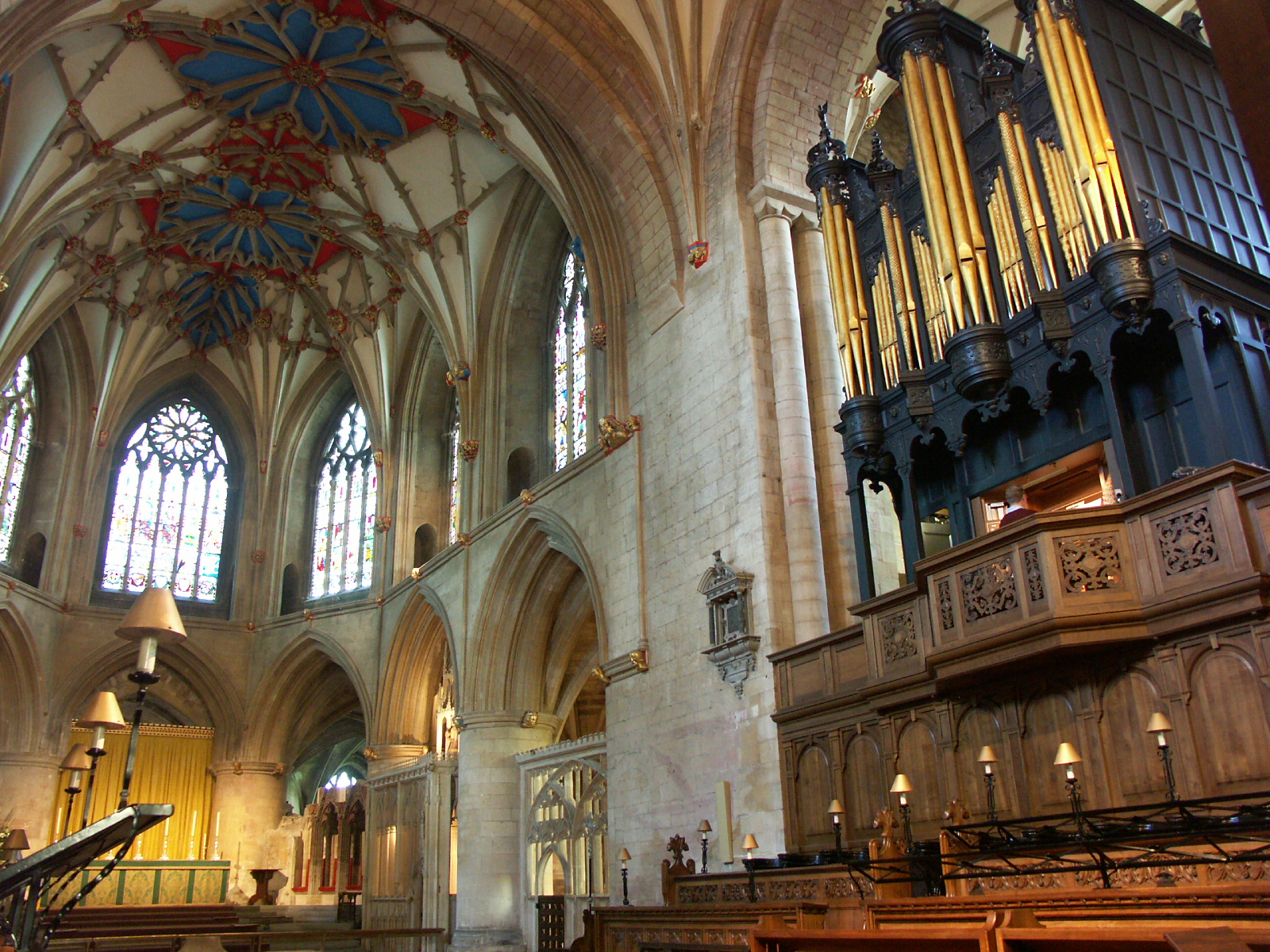
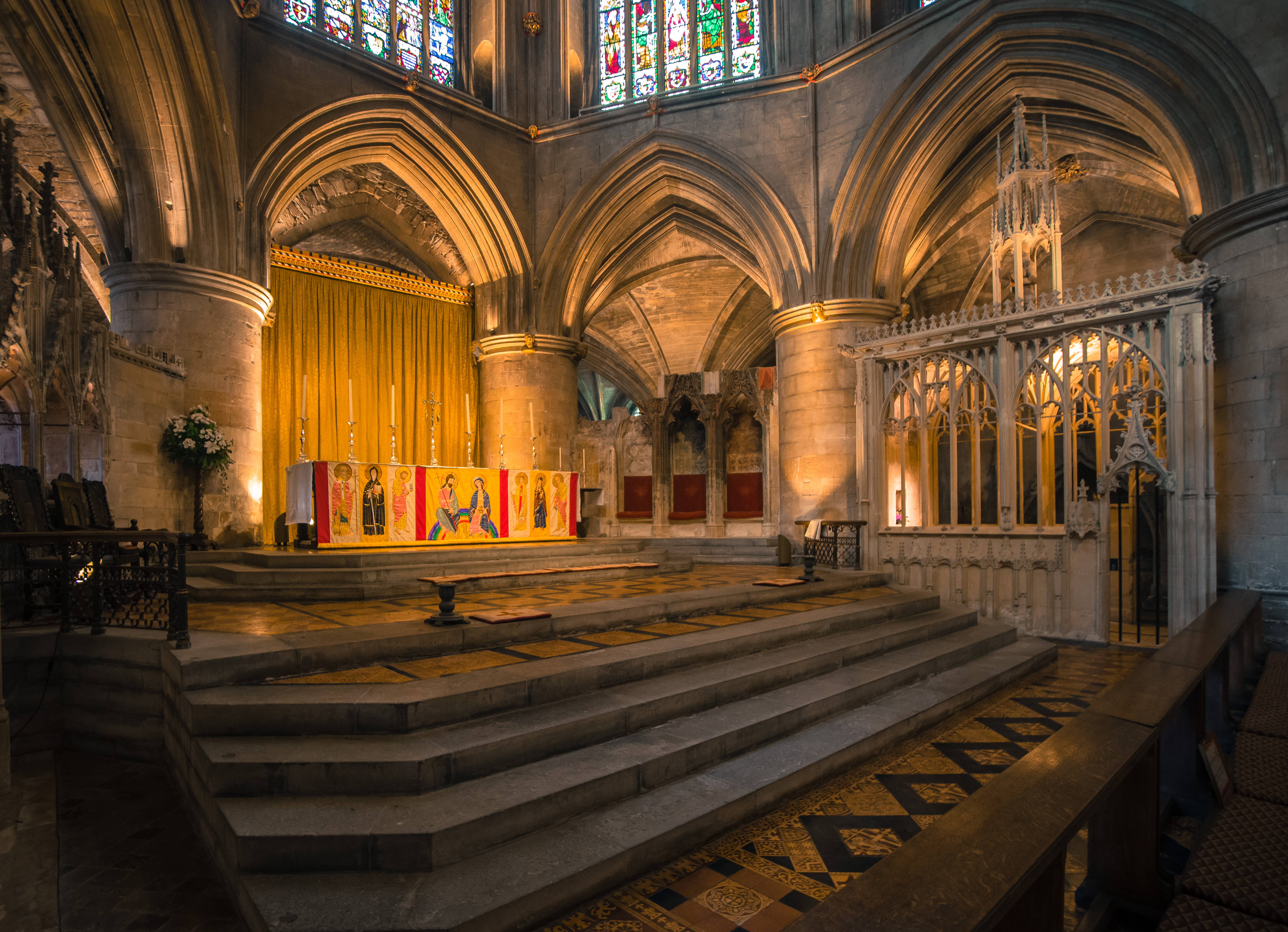
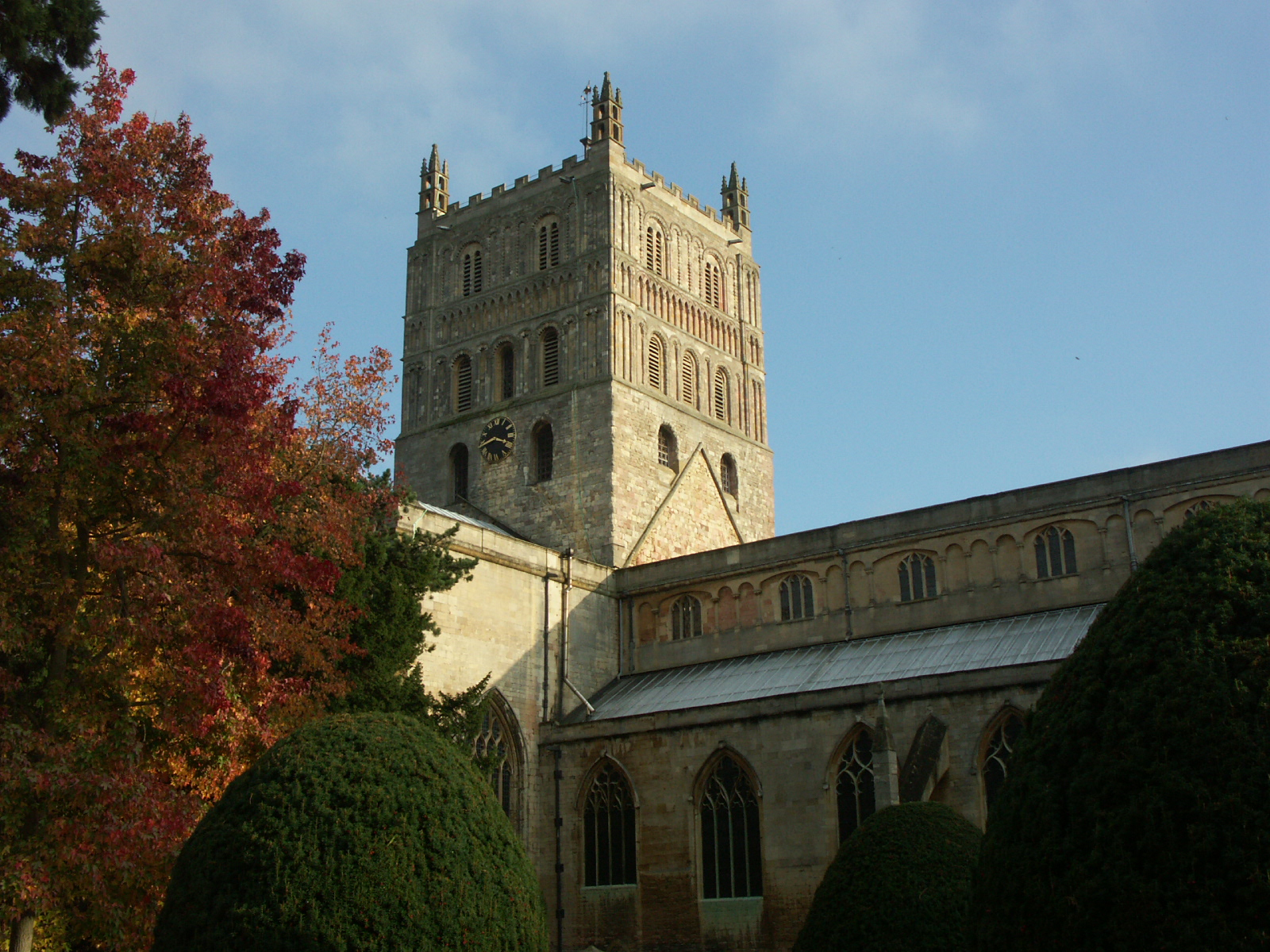
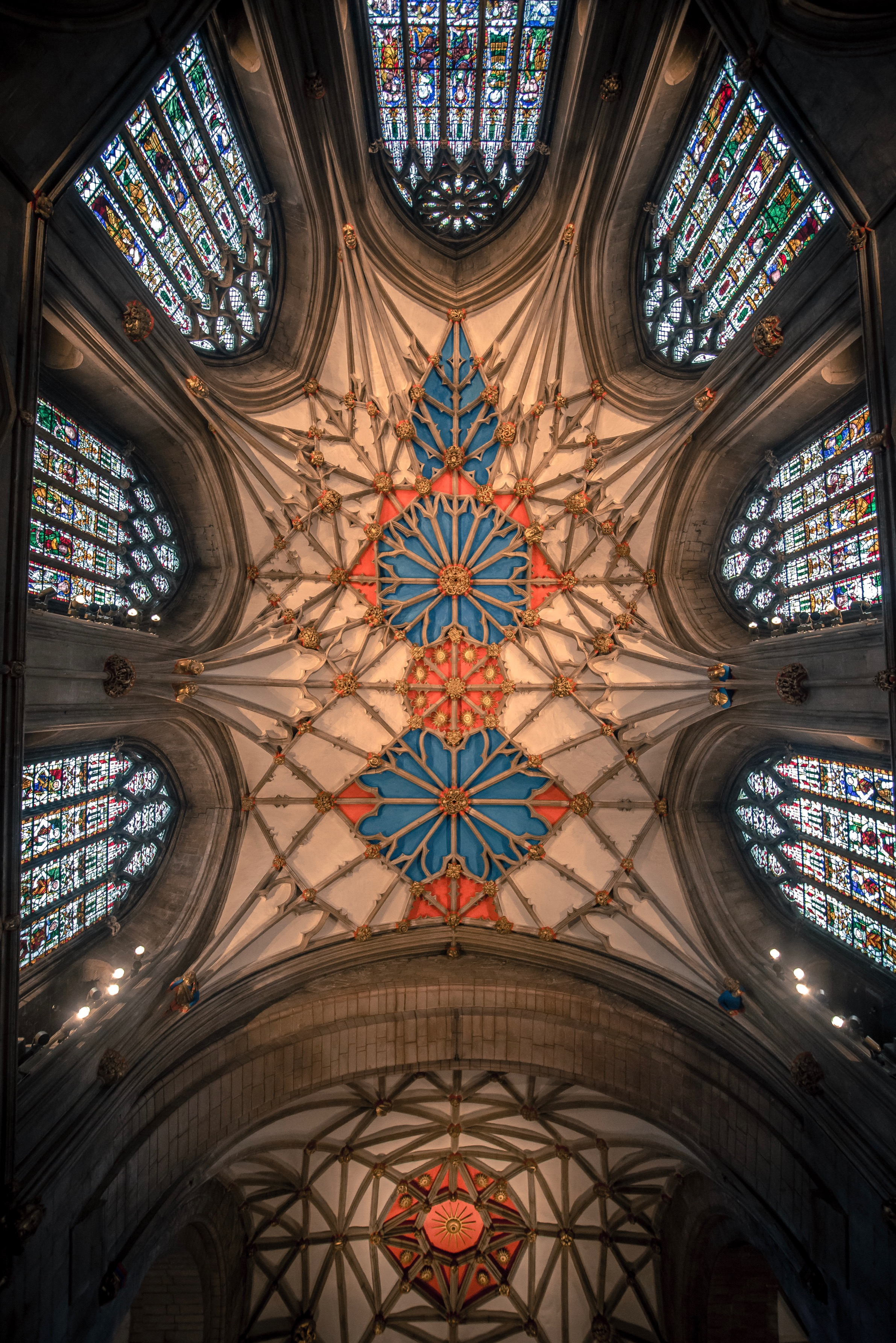